# Kondoros
Kondoros är en ort i Ungern. Den ligger i provinsen Békés, i den centrala delen av landet, 160 km sydost om huvudstaden Budapest. Kondoros ligger 84 meter över havet och antalet invånare är 5 793.